# Мурзин, Владимир Сергеевич
Владимир Сергеевич Мурзин (30 апреля 1927, Пятигорск — 12 июня 2007) — советский и российский учёный-космофизик, лауреат премии им. М. В. Ломоносова (1960), энтомолог.

## Биография
Родился в Пятигорске 30 апреля 1927 г.
Окончил физический факультет МГУ (1950).
Послужной список:
- 1951—1954 — аспирант физического факультета МГУ.
- 1954—1971 — старший научный сотрудник НИИЯФ МГУ.
- 1971—1993 — начальник сектора, заведующий лабораторией НИИЯФ МГУ.
- с 1993 года — ведущий научный сотрудник, главный научный сотрудник НИИЯФ МГУ.

Степени и звания:
- 1954 — кандидат физико-математических наук, тема диссертации «Взаимодействие космических протонов разных энергий с веществом».
- 1969 — доктор физико-математических наук, тема диссертации «Взаимодействие космических пионов и нуклонов с атомными ядрами».
- 1961 — старший научный сотрудник.
- 1984 — профессор.

Лауреат премии им. М. В. Ломоносова (1960).
Читал курсы лекций по физике космических лучей, элементарных частиц и физике нейтрино в МГУ, ТашГУ, КазГУ, Самаркандском и других университетах, в том числе в Западно-Вашингтонском и Мерилендском университетах США.

## Основные публикации
- Введение в физику космических лучей (I—III изд.) Последнее изд.: — М.: Изд-во Моск. ун-та, 1988. — с. 1-319 (грифованное учебное пособие для университетов).
- Широтный эффект ядерных расщеплений в стратосфере. Доклады АН СССР, 1954, т. 44, с. 443—446.
- Демьянов А. И., Мурзин В. С., Сарычева Л. И. Ядерно-каскадный процесс в плотном веществе. — М.: Наука, 1977. — 203 с.
- Мурзин В. С., Сарычева Л. И. Космические лучи и их взаимодействие. — М.: Атомиздат, 1968 (Еngl. transl.: Cosmic Rays and their interactions. Ed. NACA.N.-Y. 1971). — 391 с.
- Мурзин В. С., Сарычева Л. И. Множественные процессы при высоких энергиях, — М.: Энергоиздат, 1971. — 367 с.
- Murzin V. S. Principles and application of the Ionization Calorimeter, In Progress on Elementary Particles and Cosmic Ray Physics. v. IX, ch. IV, p. 245—302, North-Holland Publ. Comp., Amsterdam, 1967.
- Ионизационный калориметр. — М.: Изд-во ФИАН, А-5, 1965. — с. 1-50.
- Мурзин В. С., Башинджагян Г. Л., Ерофеева И. Н., Сарычева Л. И. Природа ядерно-активных частиц на горах. ЯФ, 1967, т. 5, с. 612-617.
- Диденко Л. А., Мурзин В. С., Сарычева Л. И. Асимметрия адронных взаимодействий, — М.: Наука, 1981. — 133 с.
- Мурзин В. С., Сарычева Л. И. Физика адронных процессов. — М.: Энергоиздат, 1986. — 203 с.
- Коломеец Е. В., Кобрин В. С., Мурзин В. С., Сыздыков А. Глубоководные исследования мюонов и нейтрино. — Алма-Ата: Изд-во КазГУ, 1992. — с. 1-118.

Также автор работ по энтомологии и экологии. Соавтор справочника: Guide to the Butterflies of Russia and Adjacent Territories: Lepidoptera, Rhopalocera, Том 2. Pensoft, 1997 — 580 с.
Автор изданной тиражом 100 тыс. экз. книги: Мурзин В. Синий махаон — М.: Детская литература, 1987. — 122 с.
Из посмертных публикаций: Алтайский дневник; Путешествия за бабочками. / Владимир Сергеевич Мурзин. Бослен, 2008. — 331 с.